# Reforma monetară din 1947
Reforma monetară din 1947 a fost a prima denominare a leului românesc. Aceasta a fost concepută ca răspuns la inflația galopantă acumulată în deceniul anterior, generată de un cumul de factori, precum cheltuielile de război, alianța militară cu Germania Nazistă și presiunea economică exercitată de aceasta asupra resurselor românești. La acestea s-au adăugat distrugerile provocate de conflict, efectele ocupației sovietice, plata despăgubirilor de război către URSS, precum și seceta devastatoare din 1945–1946, care a agravat penuria alimentară și a destabilizat profund economia agrară, culminând cu Foametea din 1946–1947.
În 15 iulie 1947, prin decret regal, a fost promulgată Legea nr. 248, referitoare la instituirea Comisiunii pentru Redresarea Economiei și Stabilizarea Monetară, care avea ca obiectiv mobilizarea resurselor interne pentru readucerea producției și a venitului național la nivelul anului 1938, combaterea speculei și a dezorganizării economice și restabilirea unui curs firesc al evoluției economice. Măsurile adoptate vizau nu doar corectarea dezechilibrelor monetare, ci și consolidarea noului regim politic, prin slăbirea poziției economice a burgheziei și a celorlalte clase considerate ostile ordinii comuniste.
Reforma a urmărit reducerea masei monetare aflate în circulație și eliminarea capitalurilor speculative, într-un context în care emisiunea monetară crescuse de la aproximativ 54 milioane miliarde lei în 1939 la peste 48 000 milioane miliarde lei în august 1946. Această reformă s-a remarcat prin amploarea măsurilor aplicate, precum anularea unei părți considerabile din masa monetară și prin absența împrumuturilor externe.
La 14 august 1947, circulația monetară se ridica la 48 451 milioane miliarde lei, dintre care doar 27.550 milioane miliarde lei (57%) au fost admiși la schimb. Suma convertită efectiv în lei „stabilizați” a fost de 1 377,6 milioane lei.
Reforma monetară a fost pusă în aplicare printr-un set complex de acte normative, adoptate în principal în două zile consecutive. Pe 15 august 1947, sub presiunea sovieticilor și fără o informare prealabilă a populației, au fost promulgate o serie de legi și dispoziții complementare menite să susțină economia centralizată și să elimine mecanismele economiei de piață. Printre acestea se numără: Legea nr. 282 pentru pedepsirea infracțiunilor vamale ca infracțiuni de sabotare a economiei naționale precum și pentru modificarea unor dispozițiuni din legea vămilor, Legea nr. 283 pentru înființarea comisiunii aurului și devizelor, Legea nr. 284 pentru cedarea către Banca Națională a României a aurului, valutelor efective și a altor mijloace de plata străine, Legea nr. 285 pentru modificarea și completarea unor dispoziții din legea pentru comerțul de devize din 1 octombrie 1932 și a altor legi pentru reglementarea schimburilor cu străinătatea, dispozițiile nr. 19 de obligație pentru cedare către Banca Națională a României contra plata, a diferite valori și nr. 20 de retragerea din circulație a banilor emiși de Banca Națională a Romaniei ale Comisiunii ministeriale pentru redresare economică și stabilizare monetară și Decretul-lege nr. 1.689 pentru autorizație de batere si punere în circulație a diferitelor monete metalice și de hârtie. Aplicarea propriu-zisă a reformei a fost oficializată prin Legea nr. 287 din 16 august 1947, pentru reforma monetară, care a stat la baza introducerii leului „stabilizat” și a întregului proces de denominare.
Reforma monetară a fost însoțită de o serie de măsuri complementare, menite să accelereze tranziția către o economie centralizată de stat. Acestea au inclus recalcularea patrimoniilor întreprinderilor, controlul strict al circulației monetare și al devizelor, stabilirea principiilor de formare a prețurilor și tarifelor, plafonarea salariilor în instituțiile și întreprinderile de stat, precum și raționalizarea consumului prin introducerea cartelelor pentru produsele alimentare și industriale de primă necesitate.
Preschimbarea leilor vechi în lei stabilizați s-a realizat la un curs de 20.000:1, însă nu uniform, ci diferențiat în funcție de statutul social și profesional. Reforma a fost folosită ca instrument de expropriere a economiilor claselor de mijloc și superioare, prin restrângerea drastică a accesului la noua monedă pentru categoriile care nu puteau dovedi o profesie. Din acest motiv, măsura a avut un evident caracter represiv și politic.
Articolul 8 din legea reformei stabilea plafoane precise de preschimbare, în funcție de statutul profesional. Salariații, pensionarii, invalizii, văduvele și orfanii de război puteau preschimba cel mult 3.000.000 lei vechi, în timp ce agricultorii – categorie care îi includea și pe salariații din mediul rural – beneficiau de un plafon mai ridicat, de 5.000.000 lei vechi pentru gospodărie. Cei care predaseră cota obligatorie de cereale aveau dreptul la o sumă suplimentară de 2.500.000 lei vechi. În schimb, persoanele fără profesie sau acte justificative, precum și militarii încazarmați, cei internați, închiși sau aflați în tabere de muncă erau limitați la 1.500.000 lei vechi.
Totodată, legea a fost formulată astfel încât întreprinderile să fie lăsate fără capital de acumulare. Se permitea doar preschimbarea sumelor necesare pentru cheltuieli curente și plata salariilor, iar utilizarea fondurilor pentru investiții era interzisă. Întreprinderile care desfășurau activități comerciale – adică cele care cumpărau produse sau mărfuri pentru a le revinde ori închiria – erau excluse complet de la preschimbare. Această măsură a echivalat, în practică, cu o lichidare a capitalului privat și cu o consolidare a economiei centralizate. Sumele care nu se încadrau în aceste limite erau blocate în conturi, fără dobândă, iar efectele de plată (cecuri, ordine de plată, livrete de economii, scrisori de valoare etc.) erau suspendate și puteau fi deblocate doar prin decizie a Consiliului de Miniștri.
Această diferențiere strictă nu reflecta doar realități economice, ci urmărea în mod deliberat neutralizarea categoriilor sociale cu potențial de opoziție politică – în special cele cu capital, educație și autonomie economică, fie ele urbane sau rurale. Marii proprietari agricoli, comercianții, industriașii, profesiile liberale sau rentierii au fost practic excluși de la accesul la moneda nouă, fiind lăsați fără lichidități sau cu sume strict simbolice.
| Monedele emise în 1947 | Monedele emise în 1947 | Monedele emise în 1947 | Monedele emise în 1947 | Monedele emise în 1947           | Monedele emise în 1947 | Monedele emise în 1947                                      | Monedele emise în 1947                                                                    | Monedele emise în 1947     | Monedele emise în 1947    |
| Imagine                | Valoarea               | Specificații tehnice   | Specificații tehnice   | Specificații tehnice             | Descriere              | Descriere                                                   | Descriere                                                                                 | Data                       | Data                      |
| Imagine                | Valoarea               | Diametru               | Greutate               | Compoziție                       | Muchie                 | Revers                                                      | Avers                                                                                     | Introducerii în circulație | Retragerii din circulație |
| ---------------------- | ---------------------- | ---------------------- | ---------------------- | -------------------------------- | ---------------------- | ----------------------------------------------------------- | ----------------------------------------------------------------------------------------- | -------------------------- | ------------------------- |
|                        | 50 bani                | 16 mm                  | 1,7 g                  | 80% cupru, 19% zinc și 1% nichel | netedă                 | valorea nominală                                            | „ROMANIA”, Coroana Română, anul emisiunii                                                 | 15 august 1947             | 26 ianuarie 1952          |
|                        | 1 leu                  | 18 mm                  | 2,5 g                  | 63% cupru și 37% zinc            | netedă                 | valoarea nominală între snopi de grâu                       | „ROMANIA”, stema mică a Regatului României deasupra unei ramuri de măslin, anul emisiunii | 15 august 1947             | 31 decembrie 1950         |
|                        | 2 lei                  | 21 mm                  | 3,5 g                  | 92% cupru și 8% zinc             | netedă                 | valoarea nominală între snopi de grâu                       | „ROMANIA”, stema mică a Regatului României deasupra unei ramuri de măslin, anul emisiunii | 15 august 1947             | 31 decembrie 1950         |
|                        | 5 lei                  | 23 mm                  | 1,5 g                  | aluminiu                         | netedă                 | valoarea nominală încadrată de un manunchi de spice de grâu | efigia regelui Mihai I, „MIHAI I REGELE ROMANILOR”, anul emisiunii                        | 15 august 1947             | 15 iulie 1950             |

## Urmări
Reforma monetară din 15 august 1947 a avut un caracter profund confiscator, în condițiile în care sumele preschimbate de populație reprezentau, conform calculelor bazate pe cursul oficial al leului stabilizat, echivalentul a doar 0,5–1,67 dolari americani pe persoană. Acesta a fost unul dintre cele mai reduse niveluri din Europa Centrală și de Est, unde reforme similare au fost aplicate, în unele cazuri, cu condiții mai favorabile.
Deși autoritățile au prezentat reforma sub denumirea de „Stabilizare” și au justificat-o prin necesitatea combaterii inflației și a pieței negre, rezultatele economice imediate au fost nesatisfăcătoare. Potrivit unui raport redactat de Ambasada Cehoslovaciei la București, la șase săptămâni după aplicarea reformei devenise evident că stabilizarea financiară a eșuat. Prețurile produselor de strictă necesitate, cum ar fi ouăle, carnea de porc și grăsimile, au crescut semnificativ față de nivelul fixat de autorități, iar aprovizionarea urbană a fost serios afectată. De asemenea, creșterea tarifelor feroviare și a prețului combustibililor a contribuit la izolarea orașelor față de sursele de aprovizionare.
Reforma a provocat tensiuni sociale considerabile. În mediul rural, impactul negativ asupra țăranilor a alimentat ostilitatea față de politicile guvernamentale. În mediul urban, nemulțumirea populară s-a intensificat pe fondul penuriei alimentare și al reapariției pieței negre, în ciuda pedepsei prevăzute de lege de până la 25 de ani de închisoare pentru tranzacții valutare ilegale.
În paralel, presa comunistă, în special Scânteia, a desfășurat o campanie susținută de propagandă, încurajând implicarea cetățenilor în identificarea și pedepsirea celor considerați „speculanți”. Relatările publicate în zilele imediat următoare reformei descriau cu entuziasm acțiuni colective ale populației: comercianți umiliți public, purtând pancarte, fiind plimbați prin piețe sau chiar predați autorităților. În unele cazuri, aceste acțiuni depășeau cadrul legal, dar erau prezentate ca expresii legitime ale „mâniei populare” și promovate drept exemple de urmat.

## Legea 287 din 16 august 1947
MIHAI I,
    Prin grația lui Dumnezeu și voință națională, Rege al României,
    La toți de față și viitori, sănătate;
    Adunarea Deputaților a votat și adoptat, iar Noi sancționăm ce urmează:
                                                                                                               LEGE
                                                                                                 pentru reforma monetară
    Art. 1. Pe data de 15 august 1947, prevăzută prin deciziunea Comisiunii ministeriale pentru redresarea economică si stabilizarea monetară, publicată in Monitorul Oficial Nr. 186 din 15 august 1947, încetează de a mai avea curs legal și se retrag din circulație:
    a) Biletele de banca emise de Banca Naționala a României, care au avut putere circulatorie până la data de 15 august 1947;
    b) Semnele monetare de metal emise de Ministerul Finanțelor, care au avut putere circulatorie până la data de 15 august 1947;
    c) Pe aceeași data se retrag din circulație:
    1. Bonurile de casă emise pe temeiul legilor Nr. 909 din 1942, 304 din 1944 și 158 din 1945.
    2. Bonurile de tezaur emise pe baza legii Nr. 139/947.
    3. Certificatele de plata emise pe temeiul Legii Nr. 322 din 1944, modificată prin Legea Nr. 122 din 1946.
    4. Bonurile de tezaur de compensație (export și import), emise pe temeiul legilor Nr. 146 și 476 din 1946.
    5. Bonurile de înzestrarea armatei, emise pe baza decretului-lege Nr. 4.111 din 1939 și pe baza jurnalului Consiliului de Miniștri Nr. 3.589 din 1939.
    6. Bonurile de impozit, emise pe baza legii pentru reglementarea datoriilor arierate ale Statului, anterioare exercițiului 1932, publicată in Monitorul Oficial Nr. 83 din 1933.
    Mijloacele de plată intrând în prevederile prezentului articol, sunt arătate în cuprinsul prezentei legi, sub denumirea „Lei vechi”.
    Art. 2. — Pe data de 15 august 1947, așa cum este prevăzut în art. precedent, alin. 1, se pun în circulație și vor avea curs legal:
    a) Noi bilete de bancă de câte 100, 500 si 1.000 lei, emise de Banca Naționala a României, cu caracteristicile arătate în publicațiunile făcute de aceasta;
    b) Noi monete divizionare în valoare de câte 0,50, 1, 2 si 5 lei, de metal și lei 20 de hârtie, pe care guvernul, prin Ministerul Finanțelor, este autorizat să le emită în limita plafonului de 10 la sută din emisiunea totală a Băncii Naționale a României.
    Aceste monede vor avea caracteristicile arătate prin înaltul decret regal, care va stabili emisiunea lor.
    Mijloacele de plata intrând în prevederile prezentului articol, sunt arătate în cuprinsul prezentei legi, sub denumirea „Lei stabilizați”.
    Art. 3. — Prețul unui kilogram de aur fin este de 168.350,17 lei, corespunzător unui leu, unitate monetară, conținând 0,60 mgr. aur, cu titlul 9/10.
    Art. 4. — Cursurile devizelor față de unitatea monetară română, astfel cum este definita la art. precedent, sunt acelea ce se vor fixa de comisiunea aurului și devizelor, careia prin prezenta lege i se acordă acest drept.
    Art. 5. — Pe data publicării prezentei legi, orice import sau export de lei vechi sau stabilizați este interzis.
    Art. 6. — Raportul de preschimbare a leilor vechi în lei stabilizați, va fi acela de 20.000 lei vechi pe 1 (un) leu stabilizat.
    Art. 7. — Preschimbările leilor vechi în lei stabilizați se vor face pe baza listelor de preschimbare alcătuite în conformitate cu Decizia ministeriala a comisiunii ministeriale pentru redresarea economica și stabilizarea monetară cu nr. 17 din 1947.
    Leii vor fi prezentați la preschimbare cu începere dela publicarea Deciziunii comisiunii ministeriale pentru redresarea economică și stabilizarea monetară, publicată în Monitorul Oficial Nr. 186 din 15 august 1947.
    Preschimbarea leilor vechi cu lei stabilizați, se va termina în ziua de 21 august 1947 inclusiv, orele 20.
    Art. 8. — Sumele admise la preschimbare vor fi următoarele:
    a) Salariații și pensionarii, publici sau particulari, vor avea dreptul a preschimba o sumă de cel mult 3.000.000 lei vechi;
    b) Agricultorii — capi de familie — vor avea dreptul la preschimbat pentru ei și familiile lor, o suma de cel mult 5.000.000 lei vechi.
    Cel care a predat cota obligatorie de cereale, stabilita prin decizia Nr. 4.322 din 1947, a Ministerului Industriei si Comerțului, până la data publicării deciziei Comisiunii ministeriale pentru redresarea economică și stabilizarea monetară, publicată în Monitorul Oficial nr. 186 din 15 august 1947, va mai avea dreptul a preschimba suma de 2.500.000 lei vechi, afară de suma de 5.000.000 lei.
    Salariații care sunt și agricultori, vor fi considerați agricultori. Salariații, meseriașii, precum și toți cei domiciliați în comunele rurale, vor fi asimilați agricultorilor;
    c) Persoanele care sunt trecute în listele de schimb ca având o profesiune pe baza actelor cerute de art. 7 din Deciziunea nr. 17 din 1947 a comisiunii ministeriale pentru redresarea economica și stabilizarea monetară, precum și invalizii, văduvele și orfanii de război, vor avea dreptul de a preschimba cel mult 3.000.000 lei vechi;
    d) Persoanele care nu au prezentat acte doveditoare ale unei profesiuni, vor avea dreptul de a preschimba cel mult 1.500.000 lei vechi;
    e) În cazul prevăzut de art. 10, al. ultim, din decizia Nr. 17 din 1947 a Comisiunii ministeriale pentru redresarea economica si stabilizarea monetară, se va preschimba aceluia care a făcut înscrierea pentru familie, cota cuvenită capului de familie.
    În cazul în care se găsesc înscriși în aceeași gospodărie, copii necăsătoriți, fiecăruia dintre aceștia i se poate preschimba o cota proporțională din suma cuvenita capului de familie;
    f) Persoanele, afara de salariații instituțiilor mai jos arătate, care în timpul alcătuirii listelor se aflau înregistrate la spitale, sanatorii, aziluri de bătrâni, închisori, internate, tabere de munca sau altele asemănătoare, precum și militarii încazarmați, au dreptul de a preschimba cel mult 1.500.000 vechi;
    g) Agricultorii aflați în alta localitate decât aceea în care locuiește familia lor, vor putea preschimba o suma de cel mult 1.500.000 lei vechi, independent de suma preschimbată familiei.
    Art. 9. — Ministerele, sereviciile publice, serviciile comunale și județene, regiile publice, casele autonome și în general toate instituțiile publice cu patrimoniu propriu (Casa Centrală a Asigurărilor Sociale, P.T.T., C.F.R., C.A.M., etc.), au drept de preschimbare pentru toate sumele pe care le dețin, sub rezerva verificarii în scripte a sumelor declarate. Sumele în lei stabilizați încasate de acestea se vor avea în vedere la acordarea noilor sume din alocația bugetară.
    Art. 10. — Persoanele juridice, precum și asociațiile nepersoane juridice, fara scop lucrativ, au dreptul de a preschimba pentru cheltuielile curente, pe baza unei copii vizate de administrația financiară, dupa statul de salarii și a unui certificat vizat de comitetul de întreprindere, specificand totalul salariilor platite în cursul lunii Iulie 1947, personalului declarat disponibil pe baza jurnalului Consiliului de Ministri nr. 834 din 1947, o sumă maximă egala cu totalul salariilor plătite în luna iunie 1947, din care se vor scadea salariile plătite personalului comprimat.
    Art. 11. — Se admite preschimbarea unei sume considerată drept fond de rulment, pentru toate întreprinderile și fermele model, sumă egală cu totalul salariilor, platite în luna Iunie 1947, scăzându-se totalul salariilor plătite personalului considerat disponibil, conform jurnalului Consiliului de Miniștri nr. 834 din 1947. Pentru aceasta se va alătura o copie de pe statul de salarii vizat de administrația financiară și un certificat vizat de comitetul de întreprindere, specificând totalul salariilor plătite pe luna Iunie 1947, personalului considerat disponibil.
    Suma preschimbata drept fond de rulment, nu poate servi pentru investițiuni și imobilizări.
    Se excepteaza, nefiind primite la preschimbare, întreprinderile care în mod obișnuit fac comerț de mărfuri (cumpară produse sau mărfuri spre a le revinde ori a le închiria).
    Art. 12. Grupului de trupe al armatelor aliate, i se poate preschimba o suma în limita alocației lunare în lei vechi.
    Art. 13. — Misiunilor diplomatice străine li se va preschimba o suma egala cu aceea pusă la dispoziție în luna precedentă de catre Statul Român, pe baza acordurilor încheiate cu Statele respective și a sumelor de lei vechi obținute de acestea în aceeași lună, în urma predărilor de devize făcute Băncii Naționale a României.
    Misiunile diplomatice străine vor preschimba sumele de lei vechi ce poseda, în prima zi de schimb, conform dispozițiunilor art. 13 din decizia Comisiunii ministeriale pentru redresarea economică și stabilizarea monetară.
    Art. 14. — Sumele de lei vechi rămase nepreschimbate se vor depune în termen de 15 zile de la apariția deciziei Comisiunii ministeriale pentru redresarea economică și stabilizarea monetară, publicată în Monitorul Oficial Nr. 186 din 15 august 1947 la instituțiile de credit public și privat, în cont blocat, fără dobândă.
    Sumele aflate, la data publicarii în Monitorul Oficial a sus indicatei decizii, la instituțiunile de credit, publice și particulare, sub formă de depuneri spre fructificare sau sub orice altă formă, se blocheaza fără dobândă.
    Art. 15. — Orice fel de cecuri (poștale, bancare de virament, certificate de decontare etc.) și recipisele la vedere, se blochează la instituția asupra căreia au fost emise.
    Mandatele și gropurile poștale, ca și scrisorile de valori, se blochează la instituția care efectuează operațiunea.
    Art. 16. — Ordinele de plata de orice fel, ordonanțele și mandatele de plată, acreditivele de orice fel, recipisele de depuneri, livretele de economii, bonuri de rechiziții, emise de instituțiile armatei, se blochează la instituțiile care le-au emis.
    Art. 17. — Dividendele, dobanzile, risturnurile de orice venituri similare neîncasate dela orice fel de întreprinderi si instituții, până la data apariției deciziunii Comisiunii ministeriale pentru redresarea economică și stabilizarea monetară în Monitorul Oficial nr. 186 din 15 august 1947, se blochează asupra întreprinderilor respective.
    Art. 18. — Dispozițiunile privitoare la deblocarea sumelor prevazute mai sus, se vor da numai prin jurnal al Consiliului de Ministri.
    Art. 19. — Beneficiarii conturilor și titlurilor prevazute la art. 14, al. 2; 15, 16 si 17 vor putea cere deblocarea conturilor respective, până la concurența sumei la care au dreptul prin dispozițiunile art. 7, 10 sau 11 din prezenta decizie, dacă nu au beneficiat de dispozițiunile unuia din aceste articole.
    Deblocarea prevazută mai sus se va acorda de Banca Națională a Romaniei. Instituțiile care vor avea de plătit echivalentul sumelor deblocate, vor primi lei stabilizați necesari operațiunii.
    Art. 20. — Din dobânzile încasate de instituțiile de credit public sau privat, dela debitorii lor, se vor defalca în două unități a caror contravaloare se va vărsa în favoarea Statului în lei stabilizați. Această defalcare se aplică la suma corespunzatoare totalului depunerilor și creditelor blocate.
    Art. 21. — Se va putea dispune liber de toate depunerile spre fructificare și conturile creditoare, precum și de titluri, prevăzute la art. 15, 16 si 17 din prezenta lege, făcute în lei stabilizați.
    Art. 22. — Sumele în lei fixate prin legi, regulamente, jurnale ale Consiliului de Miniștri, ordonanțe și deciziuni în vigoare la data publicării prezentei legi, și care nu fac obiectul unor reglementări speciale, se aduc la raportul prevăzut la art. 6 al prezentei legi, pe data publicării acesteia.
    Art. 23. — Se amână până la data de 1 septembrie 1947, plata tuturor datoriilor publice și particulare, cu excepția salariilor și pensiilor publice sau particulare.
    Plata salariilor de orice fel și a pensiilor, scadente în primele două zile de la publicarea deciziei Comisiunii ministeriale pentru redresarea economica și stabilizarea monetară, se amână până la data de 20 august 1947. Toate salariile și pensiile publice și particulare se vor plăti numai în lei stabilizați.
    Art. 24. — Datoriile contractate înaintea publicării deciziei susarătate în Monitorul Oficial, vor fi plătite în lei stabilizați, conform art. 6 al prezentei legi.
    Regimul chiriilor va fi reglementat prin dispozițiuni ulterioare; până la acea dată plata chiriilor se suspendă.
    Art. 25. — Bugetele Statului, județelor și comunelor, vor fi recalculate în lei stabilizați.
    Bugetul Statului astfel recalculat, intră în vigoare imediat dupa aprobarea lui de către Comisiunea ministerială pentru redresarea economică și stabilizarea monetară.
    Art. 26. — Impozitele, taxele, amenzile si orice dări catre Stat, județ sau comuna, restante sau curente, se vor plăti numai in lei stabilizați.
    Sumele datorate fiscului din restanțe sau pe exercițiul în curs, vor fi recalculate în raport cu noul nivel al prețurilor. Sumele achitate la impozitele cu debit vor fi socotite în plata, reduse în raportul de preschimbare prevăzut de art. 6 din prezenta lege. Noile impozite, taxe, amenzi și orice fel de dări catre Stat, județ sau comună, vor fi stabilite prin jurnalul Consiliului de Miniștri, ratificat ulterior prin lege.
    Art. 27. — Împrumutul de lei 20.000.000 rentă perpetuă 5 la sută 1910, pentru constituiri de islazuri, renta perpetuă 5 la sută 1922, renta perpetuă 4 la sută din 1937 fond cultural, renta perpetuă și netransmisibilă 4 la sută 1938 azilul Elena Doamna, renta perpetuă și netransmisibilă 4 jumătate la sută din 1944, renta perpetuă și netransmisibilă 4 la sută 1910, Școala Brasov, obligațiunile județene și comunale, scrisurile funciare urbane și rurale, bonurile Casei Rurale, obligațiunile emise de diverse comune urbane sau municipii împreuna cu cupoanele respective, vor fi recalculate în lei stabilizați pe baza raportului de preschimbare prevăzut de art. 6 al prezentei legi.
    Art. 28. — Pentru garantarea acoperirii aur a biletelor emise de Banca Națională a României, gajarea, împrumutarea sau înstrăinarea sub orice forma sau sub orice titlu a stocului de aur, înscris in bilanțul Băncii Nationale a României, nu se va putea face decât de Banca Naționala a României, cu aprobarea Consiliului de Miniștri.
    Consiliul de Miniștri va stabili printr’un jurnal modalitățile și normele de recalculare și asanare a patrimoniului Băncii Naționale a României.
    Art. 29. — Prin derogare dela art. 1 al prezentei legi, până la data de 16 august 1947, ora 24, rația de pâine, tarifele de persoane C.F.R., tarifele de tramvaie, ziarele, convorbirile telefonice interne și telegramele interne, se vor plăti în lei vechi, instituțiile respective putând solicita preschimbarea lor în lei stabilizați, în baza actelor justificative.
    Tarifele de mărfuri C.F.R., vor putea fi debitate timp de patru zile de la data publicării în Monitorul Oficial a susarătatei deciziuni, urmând a fi achitate în termen de 15 zile.
    Art. 30. Abaterile de la prevederile legii de față se pedepsesc conform legii sabotajului economic.
    Această lege s’a votat de Adunarea Deputaților în ședința dela 15 August, anul 1947, și s’a aprobat cu unanimitate de două sute nouă voturi.
    Vicepreședinte, I. NICULI.
                                                                                                                                                                                Secretar, Stelian Moraru
    (L.S.A.D.).
    Promulgăm această lege și ordonăm ca ea să fie investită cu sigiliul Statului și publicată în Monitorul Oficial.
    Dată în București, la 15 August 1947.
                                                                                                                                                                                MIHAI
                                                                                            Ministrul industriei și comerțului,
                                                                                                      Gh. Gheorghiu-Dej
    Ministrul finanțelor,                                                                                                                                               Ministrul justiției,
    Al. Alexandrini                                                                                                                                                      Lucrețiu Pătrășcanu
    Nr. 1.727